# Leonardo Fioravanti (surfista)
Leonardo Fioravanti (Roma, 8 dicembre 1997) è un surfista italiano. Nel 2017 diventa il primo italiano a qualificarsi alla World Surf League. Ha rappresentato l'Italia ai Giochi olimpici estivi di Tokyo 2021 e Parigi 2024.

## Carriera

### I primi anni
Comincia a surfare all’età di 5 anni seguendo il fratello Matteo, surfer della nazionale italiana. Talento precoce, tra i suoi primi successi vi sono l’Ocean 4 teens in Italia nel 2005, il Moustik Tour 2007 a Capbreton e il campionato Under 12 in Portogallo; in virtù di ciò viene selezionato dal team azzurro per il King of the Groms.

### I primi successi
Nel mese di marzo 2009 prende parte al Red Bull Rising Camp in Australia, allenandosi con alcuni dei migliori surfisti al mondo. In seguito si aggiudica il primo posto al 25° Quiksilver Maider Arosteguy (under 14), al Rip Curl Grom Search a Biarritz (under 14) e alla tappa italiana del Quiksilver King of the Groms a Marina di Massa.
Nel 2010 vince il Rip Curl Grom Search a Hossegor e arriva in finale agli Europei under 14 a Lacanau.
Nel 2012 partecipa ai campionati del mondo a Panama per l’Italia e vince ancora il Rip Curl Grom Search e il King of The Groms Europeo.

### La vittoria del Campionato Junior Europeo 2013 - Under 21
Nel 2013 Fioravanti vince l’International Grom Search a Bells Beach, arriva in finale degli International ISA games in Nicaragua perdendo contro Jacob Wilcox e vince varie tappe del Pro Junior del circuito professionistico Junior Europeo Under 21, aggiudicandosi il titolo di Campione Europeo Junior, che gli permette accesso a tutti gli eventi World Qualifying Series (WQS) europei del 2014. Nel 2013 ottiene anche una wild card per competere nel Quiksilver Pro France, esordendo così nel World Tour all’età di 15 anni: il cammino si conclude nella heat contro Mick Fanning.
Nel 2014, grazie alla wild card ricevuta l’anno precedente, ha accesso a tutti i WQS europei, iniziando a Lacanau, dove arriva in finale perdendo contro Tanner Gudauskas; a seguire vince in Galizia contro l’uruguaiano Marco Giorgi e raggiunge i quarti di finale al Sata Pro a Madeira e gli ottavi di finale al Cascais Pro. Questi risultati gli permettono di entrare nei top 100 e di arrivare alle Hawaii per gli ultimi due eventi della stagione: pur ottenendo buoni score ad Haleiwa e Sunset, non riesce ad arrivare in fondo, finendo l’anno al 23º posto del ranking mondiale.

### L'infortunio e la vittoria del Mondiale 2015
A inizio 2015, nella prima gara dell’anno (il Volcom Pro Pipeline), Fioravanti cade durante la prova e si frattura le vertebre L1 e L2: il grave infortunio lo obbliga a uno stop di 7 mesi, nel quale si teme finanche per il recupero della mobilità agli arti inferiori. Riesce bensì a riabilitarsi completamente e a ottobre 2015 torna in gara, sulle onde di Oceanside in California, vincendo (primo italiano a riuscirci) il titolo mondiale ISA under 18.
Dopo un'ulteriore preparazione alle Hawaii, si presenta al campionato WSL Junior in Portogallo: passa le prime heat con ottimi score, ma si ferma in semifinale contro Lucas Silveira, che poi si aggiudica il titolo. Nei primi due WQS della stagione, a Manly e a Newcastle, ottiene due secondi posti di fila, issandosi così al primo posto del ranking mondiale WQS

### La World Surf League
Nel 2017 Fioravanti ottiene l'accesso alla World Surf League, primo italiano a raggiungere il circuito mondiale di surf (in precedenza vi era riuscito Federico Pilurzu, che però correva sotto bandiera del Costa Rica). Bisserà questo traguardo anche nel dicembre 2018, grazie alle buone prestazioni alla Vans World Cup of Surfing svoltasi alle Hawaii.
Ai primi del 2019 si sloga la spalla, ma recupera a metà anno e ottiene il terzo posto al Quiksilver Pro France, tappa n. 9 sulle 11 in programma nel tour. Segue poi il secondo posto ad Haleiwa, che lo porta al trentaseiesimo rango del ranking Quiksilver (migliorando di 138 unità la posizione precedente).

### Tokyo 2020 e la vittoria al Sydney Pro Surf
Ha ottenuto la qualificazione ai Giochi olimpici estivi di Tokyo 2020, dove il surf è diventato disciplina olimpica per la prima volta, grazie alla riallocazione delle quote.
Prima dello stop anche della World Surf League, Fioravanti giunge primo al Sydney Pro Surf.

### Parigi 2024
Ha rappresentato l'Italia alle Olimpiadi di Parigi 2024, dove è stato eliminato nel secondo round della gara dello shortboard dal giapponese Kanoa Igarashi.

## Palmarès
2020
- 1º posto Sydney Surf Pro, Sydney, Australia

2019
- 3º posto Quiksilver pro France, Seignosse, Francia
- 2º posto Haleiwa PRO WSL

2018
- Qualificazione per la seconda volta in carriera alla World Surf League 2019

2017
- Primo italiano a qualificarsi alla World Surf League

2016
- 3º posto: WSL Junior World Championships, Ericeira, Portogallo
- 2º posto: Maitland & Port Stephens Toyota Pro, Newcastle, Australia
- 2º posto: Australian Open of Surfing, Manly Beach, Australia
- 5º posto: World Championship tour Margaret River Pro

2015
- 1º posto Isa World Junior Surfing Championships Oceanside, California

2014
- 2º posto Hurley Australian Open of Surfing - Pro Junior - Manly Beach, Sydney, Australia

2013
- ASP European Junior Championship Under 21
- 1º posto: Gran Canaria Santa Pro Junior - Playa de la Cicer, Gran Canaria
- 2º posto: Dakine ISA World Junior Surfing Championships - Tola, Nicaragua

2012
- 1º posto Rip Curl GromSearch International - Bells Beach, Australia

2010
- Quiksilver King of the Groms Europe
- 2º posto: European Junior Championship - Under14s - Viana, Portogallo